# 가상 발전소
가상 발전소(virtual power plant, VPP)는 전력 생산을 강화시키고 전기 시장의 전력의 교역을 위해 이기종 분산 에너지 자원(distributed energy resources, DER)의 양을 종합적으로 관리하는 클라우드 기반의 가상의 발전소이다. 가상 발전소의 예는 미국, 유럽, 오스트레일리아에 존재한다.

## 에너지 교역
가상 발전소는 클라우드 기반 중앙형 또는 분산 제어형이며, 정보통신기술(ICT)과 사물 인터넷(IoT) 장치를 활용하여 이기종 분산 에너지 자원의 양을 종합 관리한다.
현재까지 위기 관리 목적을 위해 5가지 각기 다른 리스크-헤징(risk-hedging) 전략이 VPP의 의사 결정 문제에 적용되었다:
1. IGDT : Information Gap Decision Theory[1]
2. RO  : Robust optimization[2]
3. CVaR : Conditional Value at Risk[3]
4. FSD  : First-order Stochastic Dominance[4]
5. SSD  : Second-order Stochastic Dominance[5][6]

## 같이 보기
- 자동 검침
- 요금상계제도
- 스마트 미터
- 스마트 그리드
- V2G